# Осапунително число
Осапунителното число е мярка за степента на свободните и естерифицираните киселини, които присъстват в мазнините и мастните киселини. Методът е приложим за рафинираните и суровите растителни и животински мазнини. Ако присъстват минерални киселини, тогава резултатите, получени по този метод не могат да бъдат интерпретирани, освен ако минералните киселини бъдат определени отделно. Осапунителното число се изразява с количеството калиева основа изразходвана за свързване както на свободните, така и на естерифицираните киселини в 1 грам масло. Ако маслата са примесени с други мазнини или масло, стойността им се променя.
Както естерите, маслата и мазнините се „осапунват“ и се разпадат до глицерин и мастни киселини. Осапунването е хидролизен процес. При осапунването с водни пари продуктът съдържа свободни мастни киселини, а при осапунване с алкални се получават соли на мастните киселини. При осапунването се получава глицерин.
Особен вид осапунване е така нареченото „гранясване“ на мазнините. Гранясалите мазнини пожълтяват, придобиват неприятна миризма и вкус, при тях протича силно киселинна реакция. Маслата, които се съхраняват на тъмно, в добре херметически затворени съдове, които са абсолютно сухи, се запазват за продължително време.